# Dayr Musa
Dayr Musa fou una antiga vila de l'Iraq, propera a Kufa. Fou escollida pel general al-Ashat com a lloc de reagrupament de les forces militars quan fou enviat a combatre els kharigites pel califa Ali. La vila deixa de ser esmentada al segle x.